# James Igbekeme
James Omonigho Igbekeme (* 4. Juli 1995 in Lagos) ist ein nigerianischer Fußballspieler.

## Karriere
In der Jugend spielte er bei portugiesischen GD Ribeirão und wechselte hier von der U19 zur Saison 2013/14 in die erste Mannschaft. Zur Saison 2015/16 wechselte er weiter zum AD Oliveirense, anschließend war seine nächste Station nach zwei weiteren Spielzeiten zur Spielzeit 2017/18 der Gil Vicente FC. Für eine Ablöse von 150.000 € wechselte er bereits zur Folgesaison nach Spanien, zum Zweitligisten Real Saragossa. Hier wurde er schnell zum Stammspieler und kam in den nächsten Jahren für die Mannschaft wettbewerbsübergreifend in über 100 Spielen zum Einsatz. Ab Januar 2022 war er bis zum Ende der MLS-Saison 2022 an das Franchise Columbus Crew ausgeliehen. Sein Debüt hier hatte er am 1. Spieltag bei einem 4:0-Sieg über den Vancouver Whitecaps FC, wo er in der 88. Minute für Darlington Nagbe eingewechselt wurde. Im Frühjahr 2023 verlieh ihn Real Saragossa bis zum Sommer an den polnischen Zweitligisten Wisła Krakau.